# Lista de episódios de Aline
Esta é uma Episode list do seriado Aline.

## Especial de Fim de Ano
| # | Título   | Direção         | Roteiro      | Estreia                |
| --- | -------- | --------------- | ------------ | ---------------------- |
| 1 | "Piloto" | Maurício Farias | Mauro Wilson | 30 de dezembro de 2008 |
| Dona Rosa convoca uma reunião de condomínio para conseguir a expulsão de Aline e dos namorados do prédio, em nome da moral e dos bons costumes. A expulsão deixa de ser considerada depois que a garota revela, na frente de todos, que está grávida. Mas, no final do Especial, Aline faz um teste de gravidez e descobre que foi alarme falso. O trio termina unido e feliz, dançando no terraço do prédio ao som de "You Know I'm No Good", sucesso da cantora e compositora inglesa Amy Winehouse. |          |                 |              |                        |

## 1ª temporada: 2009
| # | Título                    | Direção                       | Roteiro                                                         | Estreia                |
| --- | ------------------------- | ----------------------------- | --------------------------------------------------------------- | ---------------------- |
| 1 | "Diário de Aline"         | Maurício Farias               | Mauro Wilson, Cláudio Lisboa                                    | 1 de outubro de 2009   |
| O primeiro episódio começa em crise: uma crise financeira! Com Pedro e Otto desempregados, cabe a Aline o sustento da casa, o que não tem se mostrando muito fácil para ela. Para tentar sair desta situação, Pedro resolve se aventurar na carreira de saxofonista - mesmo não sabendo tocar nada - e Otto sai à procura de qualquer emprego que o aceite. Observando os fracassos de seus namorados, Aline sai para visitar algumas livrarias da cidade e tentar se distrair. É quando, olhando as prateleiras, se depara com o diário publicado de Kelly (Bianca Comparato), sua vizinha. Menos de um segundo depois, Aline tem uma grande ideia: públicar seu próprio diário. Dar a notícia para Pedro e Otto não é complicado, para seus pais - Zé (Daniel Dantas) e Dolores (Malu Galli) - também não, mas os problemas de Aline começam quando o editor, indicado por Kelly, resolve "apimentar" sua biografia, mudando completamente suas histórias. |                           |                               |                                                                 |                        |
| 2 | "Aline Serial Killer"     | Maurício Farias               | Mauro Wilson, Cláudio Lisboa, Péricles Barros, Tatiane Bernardi | 8 de outubro de 2009   |
| Obcecado por filmes de terror, Otto começa a influenciar Aline com suas manias de perseguição. E para piorar, Aline descobre que seu vizinho Wallace é louco por ela e por tudo que a diz respeito. Sua neurose aumenta ainda mais quando presencia uma cena muito suspeita de Wallace durante a noite, carregando uma mala do tamanho de uma pessoa e de onde cai um sapato de mulher. Muito assustada e completamente sem juízo, Aline se aventura clandestinamente no apartamento do vizinho sem que ele a veja e lá descobre um altar de fotos suas, reforçando ainda mais o seu pavor por ele. Agora, tendo Otto como cúmplice, Aline se meterá nas maiores confusões até desvendar este mistério. Enquanto isso, Pedro continua passando vergonha nos testes que faz pelos bares da cidade para uma vaga de saxofonista. Até que Lola - inimiga de longa data de Aline - o convida para tocar em sua banda. Às escondidas, Pedro faz o teste e é aprovado, mas não imagina que esta mentira lhe causará tanto peso na consciência, chegando ao ponto de ver sua namorada ciumenta durante todos momentos em que está a sós com Lola. |                           |                               |                                                                 |                        |
| 3 | "Aline Gorda"             | Maurício Farias               | Mauro Wilson, Gabriela Amaral, Zé Dassilva                      | 15 de outubro de 2009  |
| O terceiro episódio de ‘Aline’, será light principalmente no que depender da própria. Ao acordar de um pesadelo em que está muitos quilos mais gorda, Aline começa a se achar realmente acima do peso. Mesmo após as incessantes tentativas de Pedro e Otto em dizer que ela continua magra, Aline não muda de opinião e decide entrar em uma rígida dieta. Apoiada por suas vizinhas Kelly e Linda que concordam que toda mulher se sente acima do peso, Aline apela para tudo que conhece a fim de emagrecer. Mas ao abusar dos moderadores de apetite, aí a coisa muda, pois ela começa a ter crises de euforia e alucinações que a metem nas maiores encrencas. E pelas ruas de São Paulo, Pedro tem uma grande surpresa: reencontra seu pai, Jorge que hoje vive nas ruas tocando saxofone por alguns trocados. Comovido por revê-lo e pela situação em que se encontra - sem dinheiro algum -, Pedro resolve ajudá-lo de todas as maneiras possíveis. Porém, ajudar seu pai vai se mostrar uma tarefa bem mais difícil do que ele planejava. Enquanto isso, o que parecia impossível aconteceu: Otto conseguiu um emprego. Depois de muitas entrevistas frustradas, Otto é contratado como vendedor na Safada Moderna, uma loja de lingeries. Mas o que ele não imaginava é que este cargo lhe colocaria em situações tão embaraçosas. |                           |                               |                                                                 |                        |
| 4 | "Aline TPM"               | Maurício Farias               | Mauro Wilson, Gabriela Amaral                                   | 22 de outubro de 2009  |
| O quarto episódio de ‘Aline’, que vai ao ar na quinta-feira, dia 15, deixará todos com os nervos à flor da pele. Apavorados com a chegada da TPM - tensão pré-menstrual - de Aline (Maria Flor), Pedro (Pedro Neschling) e Otto (Bernardo Marinho) se preparam para encarar as drásticas mudanças de humor da amada. Com variações que vão da ira extrema à depressão profunda, Aline transforma a vida de todos aqueles que cruzam o seu caminho em um pesadelo sem fim. E do outro lado da cidade, na casa de Dolores (Malu Galli) e Zé (Daniel Dantas), as coisas também não vão nada bem. Depois de muitas brigas e desentendimentos, os pais de Aline decidem se separar após 24 anos de casamento. Enquanto Dolores desabafa com a filha e pede ajuda para arranjar um novo companheiro, Zé se reúne com Pedro e Otto para reclamar da ex-esposa e pedir dicas para conseguir novas, jovens e lindas namoradas. Cansada da vida que levava, Dolores está disposta a mudar o visual e conquistar um novo amor e Zé - agora morando na casa de Aline -, quer recuperar todas as mulheres que perdeu estando casado por tantos anos. |                           |                               |                                                                 |                        |
| 5 | "Aniversário da Aline"    | Maurício Farias, Mauro Farias | Mauro Wilson, Manuela Dias, Gabriela Amaral, Péricles Barros    | 29 de outubro de 2009  |
| Este episódio de ‘Aline’ será regado a bolo e refrigerante, pois, finalmente, chegou o aniversário de Aline. Enquanto alguns estão ansiosos com a proximidade da festa de aniversário de Aline, outros, como Dona Rosa, a síndica do prédio em que Aline mora, se preparam para toda a confusão que a comemoração causará. E para se prevenir contra os estragos, Dona Rosa proíbe que a festa seja no edifício, forçando Aline a implorar para que seja feita na Pipo & Rico Records. Muito contrariados, Pipo e Rico aceitam que a comemoração seja feita na loja, desde que o número de convidados seja limitado e muito bem controlado. Enquanto isso, Pedro e Otto percorrem todas as ruas e lojas de São Paulo em busca do presente ideal - e o mais barato possível - para sua amada, e acabam achando um colar com as iniciais do nome dos três. Como era de se esperar, a festa de Aline sai completamente do controle, reunindo as pessoas mais “malucas” de São Paulo. E em meio ao caos da festa, a Pipo&Rico Records é completamente destruída. Enauqnto isso, no meio da festa Otto e Pedro perdem o presente da amada após ele cair na privada. Arrasada e disposta a pagar pelo prejuízo, Aline volta para a casa dos pais para pedir consolo, mas lá faz uma grande descoberta: que o vestido de noiva de sua mãe é o mesmo que a cantora Rita Lee usou na capa de um dos CDs dos 'Mutantes'. Extasiada com a solução para os seus problemas, Aline organiza com Pedro, Otto, Pipo e Rico, um leilão para vender o vestido e arrecadar fundos para a reforma da loja. Mas o que Aline não imaginava, era que Beto Lee - filho da verdadeira dona do vestido - apareceria para reavê-lo, arruinando assim os planos de salvar a loja. |                           |                               |                                                                 |                        |
| 6 | "Aline no Rio de Janeiro" | Maurício Farias, Mauro Farias | Mauro Wilson, Manuela Dias, Gabriela Amaral, Péricles Barros    | 5 de novembro de 2009  |
| O sexto episódio de ‘Aline’, que vai ao ar na quinta-feira, dia 05, se passará no Rio de Janeiro, mas nem o charme nem a beleza do lugar conseguirão safar Aline (Maria Flor), Otto (Bernardo Marinho) e Pedro (Pedro Neschling) das confusões em que se meterão. Com a notícia de que Pedro foi convidado para tocar em um bar da Lapa, bairro de baladas no Rio, Aline mal se aguenta de tanta ansiedade para desfrutar de todos os prazeres da Cidade Maravilhosa. Enquanto isso, Otto está aterrorizado com a possibilidade de ser assaltado, sequestrado, assassinado ou qualquer outra coisa que comece com uma abordagem e termine com ele se dando mal. E assim que chegam ao Rio, o trio já consegue se meter na primeira de suas muitas confusões na cidade: não sabem onde é o bar onde Pedro tocará e precisam descobrir isso em meio à movimentada noite carioca. Este é só o começo desta aventura, pois com uma “gangue de poetas vândalos” a solta pelo Rio, as coisas só tendem a piorar para este trio de "perseguidores de encrenca". Já em SP, as coisas esquentam - e não no bom sentido - entre Zé (Daniel Dantas) e Dolores (Malu Galli). Ao fazer uma visita à Aline, Dolores descobre o romance do ex-marido com Kelly (Bianca Comparato), vizinha e colega de Aline, começando assim uma guerra sem esperanças de final feliz. |                           |                               |                                                                 |                        |
| 7 | "Aline Partida"           | Maurício Farias, Mauro Farias | Mauro Wilson, Manuela Dias, Gabriela Amaral, Péricles Barros    | 12 de novembro de 2009 |
| O último episódio desta temporada de ‘Aline’, que vai ao ar na quinta-feira, dia 12, será em total clima de despedida. Muito aflita com um sonho constante onde tem que escolher entre Pedro e Otto Aline obriga seus namorados a participarem de sua terapia com Yuri. E logo após saberem da angústia de sua amada, Pedro e Otto começam a se questionar sobre qual dos dois Aline escolheria, caso fosse necessário, começando assim uma crise que pode resultar no término deste romance. Já em São Paulo, Zé se divide entre o amor de Kelly e Dolores que se mostram completamente encantadas pelo quarentão. E agora, depois de anos sem entender o relacionamento da filha Aline, Zé se vê na mesma situação: tendo que gerenciar dois amores. |                           |                               |                                                                 |                        |

## 2ª temporada: 2011
| # | Título              | Direção         | Roteiro                                                     | Estreia                 |
| --- | ------------------- | --------------- | ----------------------------------------------------------- | ----------------------- |
| 1 | "Aline Rifada"      | Maurício Farias | Mauro Wilson, Gabriela Amaral, Manuela Dias e Tati Bernardi | 3 de fevereiro de 2011  |
| Aline, Otto e Pedro continuam com problemas financeiros. Sem ajuda dos namorados para pagar as contas, Aline decide se rifar. O vencedor ganhará um final de semana a seu lado. Acontece que quem ganha a rifa é o irresistível Heitor, e ela acaba confusa entre seu novo pretendente e seus dois amores. |                     |                 |                                                             |                         |
| 2 | "Aline x Vera"      | Maurício Farias | Mauro Wilson, Cláudio Lisboa e Márcio Wilson                | 10 de fevereiro de 2011 |
| Os pais de Aline estão prestes a se separar. Ela conhece uma especialista em unir almas gêmeas e resolve pedir ajuda a ela para arrumar um novo amor para sua mãe. Mas ao saber da relação a três de Aline, Vera vai fazer de tudo para separar esse trio. Otto e Pedro arrumam emprego numa lanchonete chamada "Burger Rock".                                                                                     |                     |                 |                                                             |                         |
| 3 | "Aline e Eu"        | Maurício Farias | Mauro Wilson, Manuela Dias e Tati Bernardi                  | 17 de fevereiro de 2011 |
| Aline quase atropela um pequeno cachorrinho na rua. Ela resolve levá-lo para casa. Acontece que o bicho resolve tomar o lugar de Otto e Pedro na vida dela e não vai sossegar enquanto não expulsar os dois de casa. Pedro tem alucinações em que conversa com Raí e resolve virar jogador de futebol profissional. Já Otto decide virar diarista profissional e se emprega numa agencia chada "Diarista Fashion". |                     |                 |                                                             |                         |
| 4 | "Aline na estrada"  | Maurício Farias | Mauro Wilson, Marcio Wilson e Claudio Lisboa                | 24 de fevereiro de 2011 |
| Pedro e Otto esquecem do aniversário de namoro com Aline e vão para um jogo de futebol. Aline fica arrasada. Os dois rapazes fazem de tudo para se desculpar com ela e acabam virando celebridades e perseguidos por todas as meninas de São Paulo. |                     |                 |                                                             |                         |
| 5 | "Aline - O musical" | Maurício Farias | Mauro Wilson, Péricles Barros e Manuela Dias                | 3 de março de 2011      |
| Aline sente-se mal e tem um encontro com a Morte. Ela pede apenas mais um dia antes de partir para resolver as últimas coisas. E pra piorar Otto e Pedro não param de brigar! O episódio é um musical com canções do rock brasileiro dos anos 80. |                     |                 |                                                             |                         |